# 캡틴 (밴드)
캡틴(Captain)은 2005년 초반에 영국의 런던에서 결성된 얼터너티브 록 밴드이다. 이들은 스매싱 펌프킨스, 비치 보이스, 마이 블러디 밸런타인과 큐어의 영향을 받았으며, 평단에서는 이들의 음악을 프리벱 스프라우트(Prefab Sprout), 뷰티풀사우스(The Beautiful South) 그리고 디컨 블루(Decon Blue)와 비교해왔다. 처음에 밴드는 라지 레코드(Large Record)와 음반 계약을 맺고, 2005년 12월에 그들의 데뷔 싱글인 "Frontline"을 발매한다. 곧 밴드는 EMI와 계약을 하게 되고, 2006년에 발매한 싱글인 "Broke"와 "Glorious"로 작은 성공을 하기에 이른다. 두 싱글은 각각 영국 싱글 차트 #34위와 #30위에 랭크되었다. 한편, 이들의 데뷔 앨범인 "This Is Hazelville"은 트레버 혼(Trevor Horn)이 프로듀스를 담당하였으며, 2006년 8월 14일에 발매되어 영국 앨범 차트 #23위에 랭크되었다.
2008년 5월 5일, 밴드는 제작 중인 두 번째 앨범의 첫 싱글로, "Keep an Open Mind"를 발매하였다. 하지만 거의 동시에 사모펀드인 테라퍼머(Terra Firma)가 EMI를 인수하는 과정에서 이들을 정리대상밴드 목록에 올려 놓기에 이른다. 그들의 두 번째 앨범인 "Distraction"은 2008년 6월 중으로 발매일자가 예정되어 있었지만, EMI와의 계약이 해지되면서 발매되지 못한 채 사라지고 만다.
이런 위기에도 불구하고 밴드는 해체되지 않았다. 하지만 멤버들은 각자 흩어져 음악 활동을 계속 할 수 밖에 없었다. 노래와 기타를 담당하고 있는 릭 플라인(Rik Flynn)과 드러머인 루번 험프리스(Reuben Humphries)는 "모어 다이아몬즈(More Diamonds)"라는 새로운 밴드를 결성하였고, 베이시스트인 앨릭스 요먼(Alex Yeoman)과 키보드와 노래를 담당하고 있는 클레어 솀벡(Clare Szembek)은 "미스디렉터스(Misdirectors)"라는 밴드를 결성하였다.
밴드는 현재 케임브리지에 있는 하프톤 스튜디오에서 세 번째 앨범인 "Total Body Confidence(가칭)"을 녹음 중에 있으며, 2012년 중에 발매할 예정이다.

## 밴드 멤버
- 릭 플라인(Rik Flynn) : 리드 보컬, 리듬 기타
- 루벤 험프리즈(Reuben Humphries) : 드럼, 피아노
- 알렉스 여만(Alex Yeoman) : 베이스 기타
- 클레어 젬벡(Clare Szembek) : 보컬, 키보드, 퍼커션
- 마리오 에데나시오 (Mario Athanasiou) = 리드 기타

## 발매 앨범
- This Is Hazelville (2006 / UK #23)
- Distraction (2008 / EMI와의 계약 해지로 발매 못함)
- Total Body Confidence (2012 / 가칭)

## 발매 싱글
- Frontline (2005 / EMI 계약 전 라지레코드(Large Record)에서 발매)
- Broke (2006 / UK #34)
- Glorious (2006 UK #30)
- Frontline (2006 UK #62)
- Keep an Open Mind (2008 UK #53)